# Saint-Paul (Gironda)
Saint-Paul es una población y comuna francesa del departamento de Gironda en la región de Nueva Aquitania.

## Geografía
Está situado en el Blayais al noreste del cantón de Blaye y está atravesado por la route nationale 137 «Burdeos -Saint-Malo», en la ribera derecha del estuario de la Gironda. 

## Historia
Este territorio vio las primeras trazas humanas en los tiempos de Cro-Magnon. Algunos de los útiles primitivos recuperados, pueden verse en el Museo de Blaye.

Como el resto de la Saintonge, Saint-Paul conoció diversas invasiones y gozará de la paz romana. Los visigodos se instalaron alrededor de las ruinas del Imperio romano y quedaron más de un siglo en este lugar.

El feudalismo se impuso y se crearon los primeros castillos de madera, llamados "motte". El castillo de Lamothe, del que quedan algunas construcciones en el burgo, sin duda debió edificarse sobre el emplazamiento de una de estas mottes.

Saint Paul padeció la Guerra de los Cien Años, las guerras de religión y hasta el fin del Primer Imperio, los sobresaltos de la batalla de la Conteau, entre los británicos y los restos del ejército napoleónico.

## Demografía
| 693 | 750 | 704 | 777 | 831 | 859 | 884 | 942 |
| Para los censos de 1962 a 1999 la población legal corresponde a la población sin duplicidades (Fuente: INSEE [Consultar]) |     |     |     |     |     |     |     |

## Economía
La actividad económica gira esencialmente en torno a la viticultura. 32 agricultores producen vino clasificado dentro de las denominaciones de origen Côtes de Blaye, Blaye y Premières Côtes de Blaye.